# Adam Lopez
Adam Lopez Costa (Brisbane, 26 agosto 1975) è un cantante pop, vocal coach e cantante di sessione australiano.
È particolarmente noto per la sua capacità di riprodurre note molto alte nel suo registro di fischio e per la sua estensione vocale di 6 ottave. Dal 2008 al 2018, è stato un detentore del record mondiale per aver cantato la nota maschile più alta. Attualmente è a capo della facoltà di canto presso l'Australian School of the Arts dello Sheldon College.

## Biografia
Lopez è il secondo di tre figli nati da genitori spagnoli, entrambi musicisti. Ha iniziato a cantare all'età di tre anni, diventando voce bianca a dieci. Dopo aver terminato il liceo, Lopez ha studiato canto al Queensland Conservatorium of Music della Griffith University.

## Discografia

### Album in studio
- 2005: The Popera EP
- 2006: Showstopper
- 2008: Till the End of Time
- 2014: Kaleidoscope
- 2017: This Heart of Mine

### Singoli
- 2014: When All Is Said And Done
- 2014: Paper Boat
- 2015: You/Holiday